# Fuirena scirpoidea
Fuirena scirpoidea är en halvgräsart som beskrevs av André Michaux. Fuirena scirpoidea ingår i släktet Fuirena och familjen halvgräs. Inga underarter finns listade i Catalogue of Life.